# Centre commercial GROUM
La centre commercial GROUM de Bila Tserkva  est un bâtiment classé de la ville de Bila Tserkva en Ukraine classé.

## Historique
Le centre fut construite entre 1809 et 1813 par Franciszek Ksawery Branicki et il en fit en centre d'importance régional du commerce.

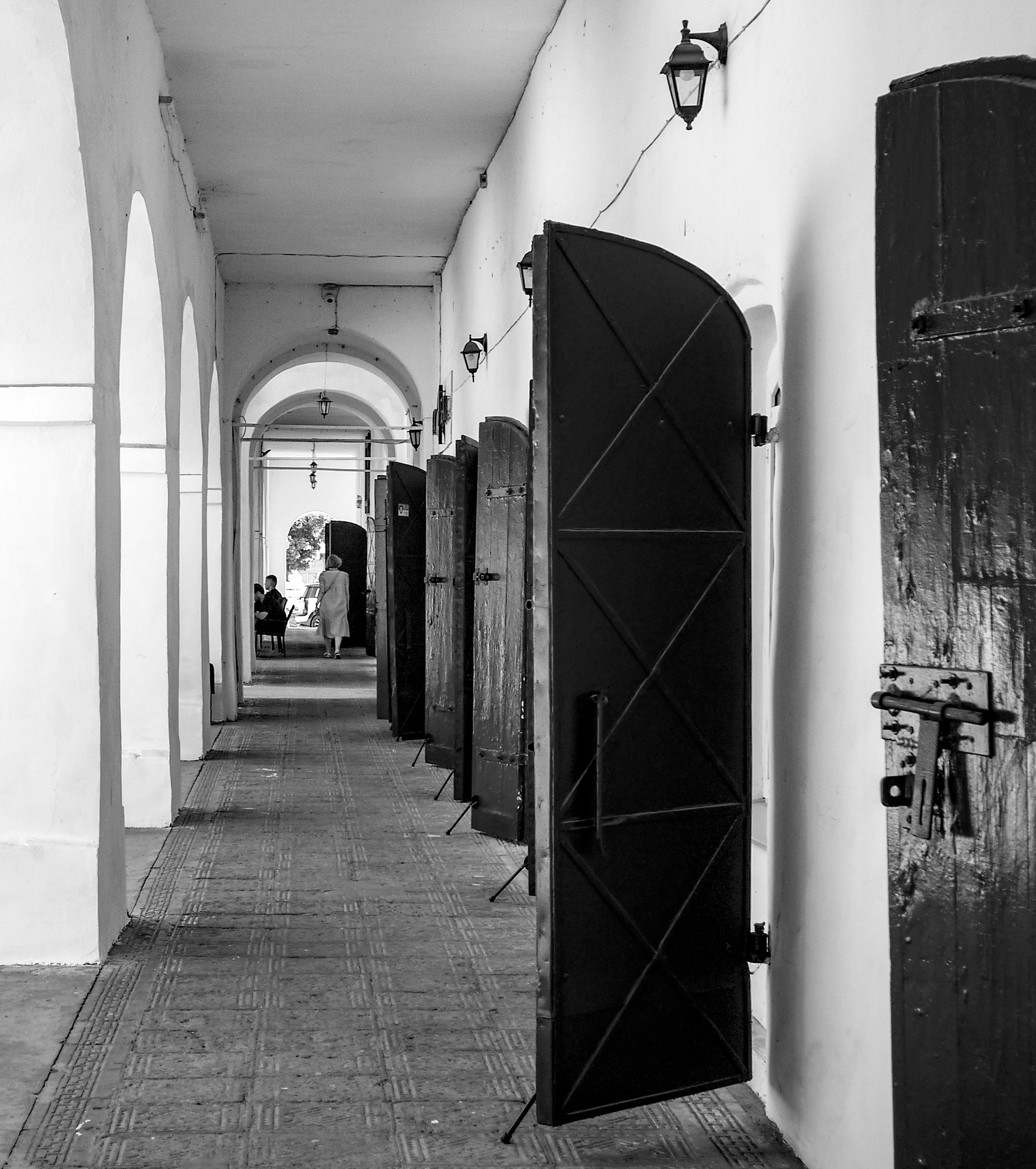
Sous arcades,
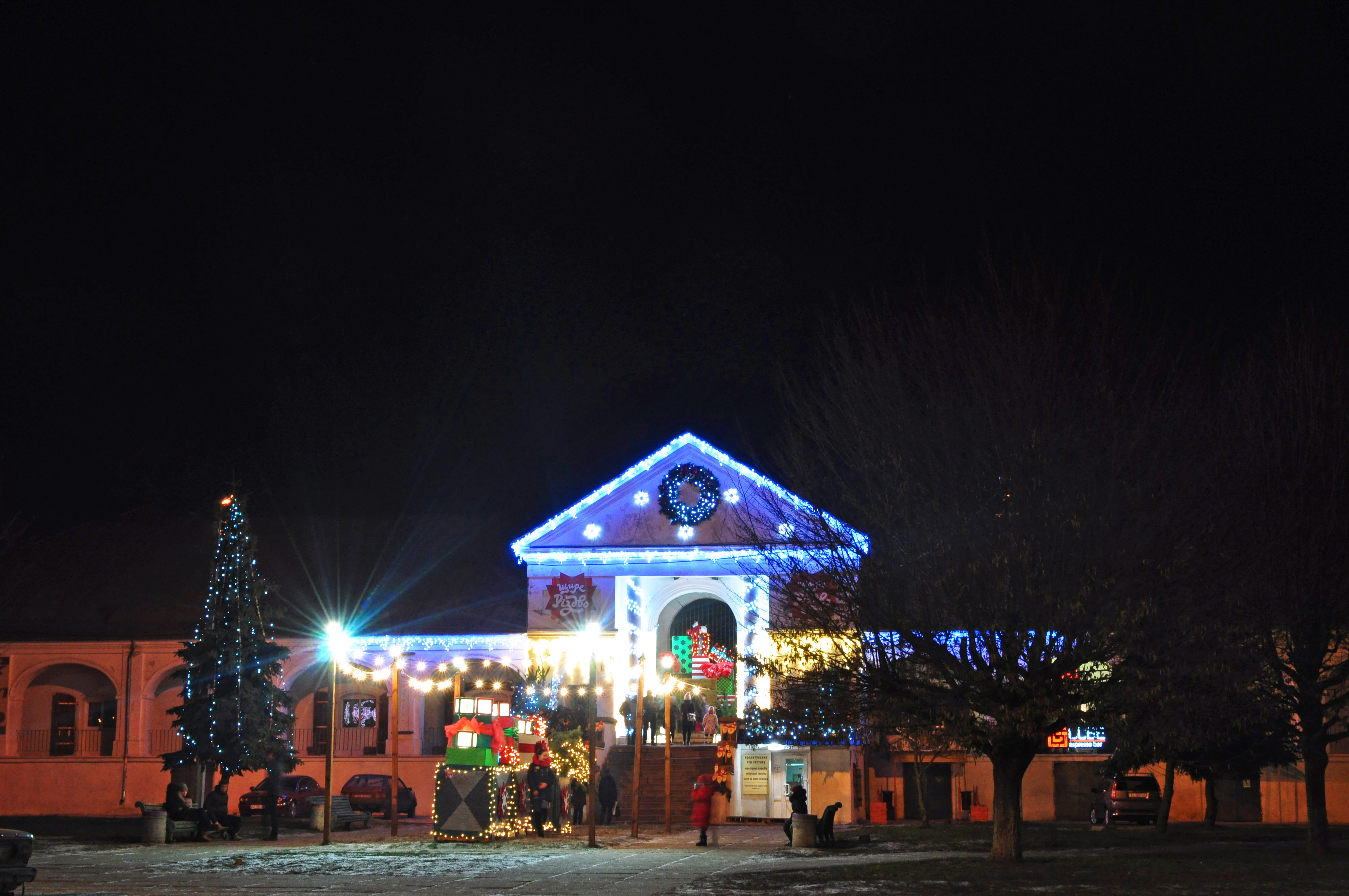
nuitamment,
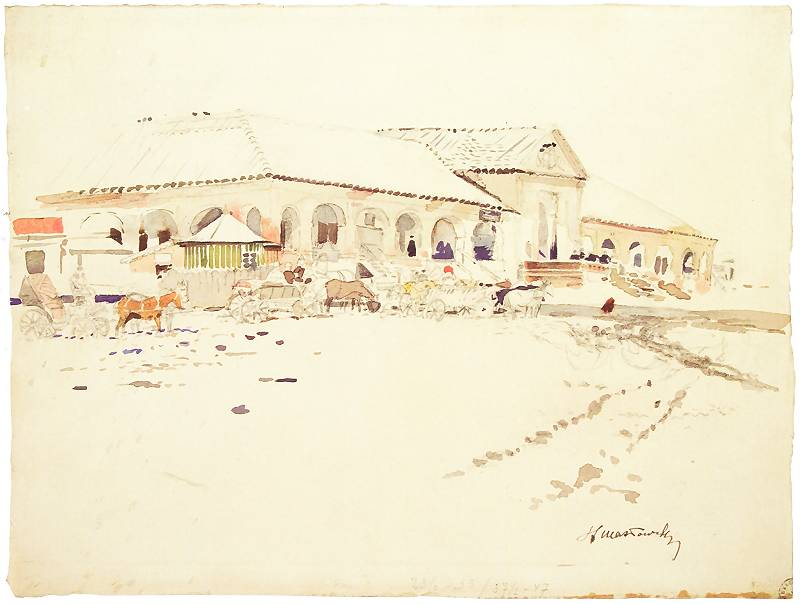
vers 1877.